# جردن گالتیر
جردن گالتیر (انگلیسی: Jordan Galtier؛ زادهٔ ۲۲ مارس ۱۹۸۹) بازیکن فوتبال اهل فرانسه است.